# 阿爾蒙特 (內華達州)
阿爾蒙特（英語：Arlemont）是位於美國內華達州埃斯梅拉達縣的鬼鎮。

## 歷史
阿爾蒙特的郵局於1916年設立，其後於1932年停運。

## 地理
阿爾蒙特所處的海拔為高於海平面1489米（即4885英呎），而該地所採用的時區為UTC-8，即太平洋时区（PST）。同時該地設有夏令時間，為UTC-8調快一小時，即UTC-7（PDT）。